# Lac Verde
Le lac Verde (en espagnol : Lago Verde) est un lac situé dans la province argentine de Chubut, en Patagonie. 

Il est situé au sein du parc national Los Alerces. 
Il doit son nom à la couleur d'un vert profond, assez surprenante de ses eaux.

## Hydrologie
Il fait partie du système du lac Futalaufquen et du río Futaleufú qu'il contribue à alimenter de ses eaux, en ce sens que son émissaire, le río Arrayanes est l'affluent le plus important du lac Futalaufquen. Le lac Verde reçoit en amont un gros tributaire, le río Rivadavia qui lui amène les eaux du lac Rivadavia et de ce fait les eaux du río Carrileufú, émissaire du lac Cholila et d'autres lacs moins importants, situés plus en aval.
L'émissaire du lac Verde est le río Arrayanes qui, au début de son parcours, reçoit en rive droite les eaux du río Menéndez, cours d'eau au débit puissant, émissaire du lac Menéndez. Le río de los Arrayanes déverse ses eaux dans le lac Futalaufquen tout proche. 

L'émissaire final de cette série de lacs est le río Futaleufú.